# Српско војничко гробље на Зејтинлику
Српско војничко гробље на Зејтинлику (Κοιμητήρια του Ζέιτενλικ) се налази у насељу Амбелокипи у Солуну и у његовом склопу су смештени гробови српских, француских, италијанских, енглеских и руских војника погинулих у борбама и пробоју Солунског фронта у Првом светском рату. Комплекс гробља је подигнут на простору на коме се од 1916. године налазила Главна војна пољска болница српске војске, у склопу које је настало и гробље за преминуле које је временом прерасло у данашњи комплекс.

## Назив
Зејтинлик је добио име по турској речи за уље (зејтин). На том простору, надомак Солуна, је у доба отоманске империје била пијаца за продају уља (тј. зејтина). Иако је престала продаја зејтина на том простору, назив се одржао међу локалним становништвом до Првог светског рата.

## Настанак и изградња српског војничког гробља
По окончању ратних дејстава одлучено је да се на заједничком гробљу сахране сви погинули ратници на Солунском фронту. За место је одређен плато на Зејтинлику (у то доба гола ледина у близини Солуна) на ком се налазило гробље Главне војне пољске болнице српске војске.
Припреме за овај подухват почеле су 1926. године, када Саво Михаиловић бива постављен на чело групе која је добила задатак да прикупи посмртне остатке изгинулих ратника раштрканих по широком простору на ком су се водиле борбе на Солунском фронту. Они су обишли око 250 гробаља, ексхумиравши погинуле ратнике, које су потом пренели са свим познатим о њима на простор будућег гробља.
Идејно решење изгледа српског војничког гробља добијено је исте године на конкурсу, а дело је архитекте Александра Васића чију је идеју разрадио Николај Краснов. Сав материјал за изградњу гробља потицао је из Србије, где је претходно и обрађен. Због тога су припреме за почетак градње трајале до 1933. године јер је требало припремити велике количине тесаног камена за изградњу маузолеја, капеле и костурнице и око 2 000 мермерних крстова.
Завршни радови изградње отпочели су 1933. године под руководством архитекте Будимира Христодула, једног од 1300 каплара. Приведени су крају крајем 1936. године, да би 11. новембра 1936. на Дан примирја у Првом светском рату, било обављено је свечано освећење маузолеја са капелом и костурницом.
Грчка је бесплатно уступила земљиште за изградњу комплекса од 7.000 m2, а сав материјал и рад на изградњи је ослободила царина и пореза.
У изградњи је коришћен камен из Џепа (Момин камен у Србији) за израду маузолеја и крстова, за плоче гранит из Кадине Луке близу Љига, а цемент из Беочина. Око српског дела гробља посађени су чемпреси који су ту допремљени као младе саднице из Хиландара да би створиле својеврсну вечну стражу палим борцима за слободу. Мозаике на капели је радила позната грчка уметница Воила по мотивима српских средњовековних фресака.
Након изградње гробље је постало стециште како преживелих ратника и породица погинулих, тако захвалних људи из целе земље који су то долазили да би се поклонили сенима оних који су пали на прагу отаџбине за њену слободу. Током кратког низа година у склопу гробља је настао својеврстан музеј предмета, књига и реликвија које су ту доносили посетиоци.
Током Другог светског рата сав терет очувања и одржавања гробља пао је на његовог чувара Ђура Михаиловића. Он је и поред свих ратних недаћа успео да очува гробље и да од нацистичке пљачке сачува књиге и реликвије (закопавши их на скривеном месту).
Иницијативом и залагањем секретаријата за културу Србије прикупљена су средства за обнову гробља. Радови су изведени у периоду од 25. септембра до 22. октобра 1969, а поред обнове комплекса изграђен је пространи тротоар испред улаза на гробље, а на улазну капију је постављен гвоздени натпис: Српско војничко гробље.
Током вишедеценијског развоја Солун се проширио и данас се српско војничко гробље на Зејтинлику налази у граду у близини једног од градских тргова званог Метакса.

## Изглед маузолеја
Од главног улаза води широка стаза до костурнице са криптом над којом је подигнута капела у модернизованом српско-византијском стилу. На предњој страни маузолеја је мозаик светог архангела Михаила по мотивима фреске из манастира Манасија испод кога су стихови Војислава Илића Млађег на гранитној плочи:
Незнани туђинче, кад случајно минеш
Поред овог светог заједничког гроба,
Знај, овде су нашли вечно уточиште
Највећи јунаци данашњега доба!
Родитељ је њихов: храбри српски народ,
Горостас у светској историјској војни,
Који је све стазе искушења прошо
И чији су борци, дивљења достојни!
Падали од зрна, од глади и жеђи,
Распињани на крст, на Голготе вису,
Али чврсту веру у победу крајњу
Никад, ни за часак, изгубили нису...
(Стихови Војислава Илића Млађег на капели гробља на Зејтинлику)
Са друге стране се налази улаз у капелу изнад кога је мозаик великомученика Ђорђа Победоносца, рађен по мотивима фреске из Дечана, испод кога су стихови Војислава Илића Млађег:
Благо потомству што за
њима жали
Јер они беху понос своме
роду
Благо и њима јер су славно
пали
За Отаџбину, Краља и Слободу
Унутрашњост капеле украшена је натписима свих јединица које су учествовале на Солунском фронту и главних бојишта на њему. Натписи су уоквирени орнаментиком у стилу моравске школе. На великом столу у средини крипте смештени су поклони појединаца и установа, међу којима се издвајају фотографије погинулих, грумени земље донети из њиховог родног краја, цедуљице са порукама, крстови, путири, црквене књиге из Хиландара, ... У посебно израђеној стакленој урни (коју је специјално радила Српска фабрика стакла из Параћина) налази се земља узета испод споменика Незнаном јунаку на Авали коју су донели чланови удружења носилаца Албанске споменице. У капели доминира велики полијелеј сачињен од испаљених топовских чаура на Солунском фронту чија маса прелази 200 kg.
Испод платоа на ком је смештена капела налази се крипта. Изнад улаза у крипту су смештени, у каменом грчком крсту, стихови Војислава Илића Млађег:
Испред врата домовинских
У победном своме ходу
Изгибоше исполински
За јединство и слободу,
Њина дела славиће се
До последњих судњих дана,
Слава јату бесмртника!
Мир пепелу великана!
Од улаза се степеницама силази у велику просторију у крипти од које води велики ходник до централне просторије од које се рачвају бочни ходници у чијим се зидовима налазе мермерне плоче са именима погинулих који су ту сахрањени. Гробни мир крпите тек с` времена на време ремете звуци песме „Тамо далеко“, како је то рекао Војин Ђорђевић:
„Нигде прикладније није нашла своје место ова наша изгнаничка песма туге и чежње, као овде у костурници на Зејтинлику.“

## Чувари гробља - Михаиловићи
Први чувар гробља био је Саво Михаиловић који је био на челу групе која је била задужена за ексхумацију српских војника и њихово премештање на подручје будућег војничког гробља. Саво, Србин из Грбља, сакупио је своје мртве другове и саборце, а потом их је чувао до своје смрти 1928. године живећи у кућици саграђеној за њега и његову породицу у склопу гробља. Након смрти и сам се придружио својим саборцима, сахрањен је на Зејтинлику.
Њега је наследио његов син Ђуро који је током Другог светског рата сачувао гробље и његове реликвије од нацистичке пљачке. Ђуро умире 1961. године и бива сахрањен уз оца на Зејтинлику.
Данас је чувар, домаћин и водич српског војничког гробља на Зејтинлику Ђорђе Михаиловић, Ђуров син и Савов унук, који живи у чуварској кућици са женом и кћерком. О Ђорђу Михаиловићу је 2013. године снимљен документарни филм „Последњи чувар“.

## Српско гробље (7.441 сахрањени ратник)
Српско гробље представља централни део комплекса на Зејтинлику. У његовом центру је капела испод које се налази костурница у којој је сахрањено 5.580 српских ратника страдалих на Солунском фронту. Око маузолеја (капеле са костурницом) налази се десет парцела у којима је сахрањено 1448 српских ратника.
Поред тога ту су и две заједничке гробнице:
- 78 непознатих српских ратника пренетих са Солунског фронта,
- 217 непознатих српских ратника - заробљеника пренетих из Цариграда.[9]

У склопу српског гробља налази се тзв. Партизанско гробље на коме је сахрањено 126 интернираца и заробљених партизана који су изгубили животе у нацистичким логорима Павлоу Мела и Харменкај у Солуну током Другог светског рата.

## Француско гробље (8.098 сахрањених ратника)
На француском гробљу се налази капела у готичком стилу око које су сахрањени француски ратници засебним гробовима под каменим латинским крстовима. На њему се налазе три споменика:
- Централни са натписом броја сахрањених,
- Велики камени крст са натписом: „Источна армија својим мртвима“,
- Споменик палим авијатичарима.[11]

## Италијанско гробље (3.500 сахрањених ратника)
Италијански војници сахрањени су у засебне гробове под једнаким латинским крстовима, али га красе и споменици које су својим најмилијм подигли њихови најближи. Као и француско гробље и италијанско има своју капелу.

## Енглеско гробље (1.350 сахрањених ратника)
Над енглеским гробљем доминира споменик, карактеристичан за енглеска војна гробља широм света, иза кога се налазе парцеле у којима су сахрањени борци. Изнад сваког сахрањеног су засађене руже и налази се надгробна плоча (као и на осталим енглеским војним гробљима широм света), за разлику од осталих гробаља на Зејтинлику којима су плоче у облику крста.
Једини крст налази се на надгробном споменику Катарине Харлеј који су подигли српски официри Допунске команде у знак захвалности за све што је током рата учинила за српски народ. Она је током рата била шеф једне од енглеских санитетских мисија (попут оних које је покренула Елси Инглис), а погинула је у Битољу 1917. године пружајући помоћ током једног од бомбардовања града. На њеном гробу је записано:
Катарина Мери Харлеј, рођена 3. маја 1853. године, умрла у Битољу 7. марта 1917 - жртви светског рата, племенитој Енглескињи, великој добротворки српског народа.
Велика жено,
На твоме гробу уместо цвећа
Српска захвалност вечно ће цвати
За твоја дела и твоје име
Поколења ће далека знати.

## Руско гробље (493 сахрањена ратника)
Руско гробље је уређено у оквиру српског гробља (налази се иза Партизанског гробља) и на њему су сахрањени погинули припадници Руског добровољачког одреда који се борио на Солунском фронту. На њему је својевремено постојала и дрвена капелица, која је уклоњена приликом преуређења гробља.